# Mychajło Kopołoweć
Mychajło Mychajłowycz Kopołoweć, ukr. Михайло Михайлович Кополовець (ur. 29 stycznia 1984 w Użhorodzie) – ukraiński piłkarz, grający na pozycji pomocnika.

## Kariera piłkarska

### Kariera klubowa
Wychowanek SDJuSzOR w Użhorodzie. Pierwszy trener – Ołeksandr Filip. Po jej ukończeniu został zaproszony do miejscowego klubu Zakarpattia Użhorod. Rozpoczął karierę piłkarską najpierw w drugiej drużynie Zakarpattia, a potem w podstawowej jedenastce. W 2007 przeszedł do Karpat Lwów, w barwach których debiutował 13 lipca 2007. 4 lipca 2013 został wypożyczony do Howerły Użhorod, a w marcu 2014 do Biełszyny Bobrujsk. Latem 2014 powrócił do Karpat. 15 stycznia 2015 za obopólną zgodą kontrakt z lwowskim klubem został anulowany, a wkrótce został piłkarzem V-ligowego niemieckiego Einheit Rudolstadt. Latem 2016 wrócił do Ukrainy i potem grał w zespole amatorskim FK Mynaj.